# Fritz Lutz
Fritz Lutz (auch Friedrich Lutz, * 18. August 1917 in München; † 20. Mai 1995 ebenda) war ein deutscher Lehrer. Bekannt wurde er als Heimatforscher des Münchner Nordostens.

## Leben
Lutz wurde 1917 in der Münchner Vorstadt Au geboren. 1937 legte er die erste Lehramtsprüfung ab, wurde aber anschließend zur Wehrmacht eingezogen, der er bis zum Ende des Zweiten Weltkriegs als Luftwaffenoffizier angehörte. Seit 1946 war er Lehrer an der Schule an der Ostpreußenstraße in München-Englschalking, deren Rektor er von 1956 bis 1964 war. Er war ab 1949 auch als Lehrer an der Städtischen Sing- und Musikschule München tätig, davon sieben Jahre als deren stellvertretender Direktor. Weiters war er erster Vorsitzender des Lehrergesangvereins München. 1964 wurde er zum Schulrat und zum Schulamtsdirektor im Staatlichen Schulamt des Landkreises München ernannt. Nach seiner Versetzung in den Ruhestand im Jahr 1979 wurde er zum Kreisheimatpfleger im Landkreis München berufen. Er starb am 20. Mai 1995 in einem Münchner Pflegeheim.

## Veröffentlichungen
- Mein München (Bd. 1: Streifzüge durch die Landschaft, München 1960; Bd. 2: Gang durch die Stadtgeschichte, München 1962).
- Land um die Großstadt. München 1962.
- Die Isarübergänge nördlich Münchens. In: Oberbayerisches Archiv Bd. 77 (1962), S. 113–140.
- Über den Dächern von München. München: Wurm, 1962.
- Natur und Technik der mittleren Isar. München: Lindner, 1962, 2. Aufl.
- Chronik von Oberföhring. München, 1969 (mit Manfred Liere). Ausstellungskatalog der Städtischen Sparkasse München.
- St. Johann Baptist in München-Johanneskirchen. München: Schnell & Steiner 1980 (Kleine Kirchenführer Nr. 1182).
- 150 Jahre Städtische Sing- und Musikschule München 1830–1980 (mit Heinrich Gleixner). München 1980.
- Chronik von Unterföhring. In: Unterföhring 1180–1980. Unterföhring 1980.
- 1000 Jahre Ottendichl. Haar: Gemeinde Haar, 1981
- Daglfing, Denning, Englschalking, Johanneskirchen 50 Jahre bei München. München: Stadtarchiv, 1982, ohne ISBN
- 150 Jahre Kapelle St. Emmeram bei Feldkirchen: eine gesamtbayerische Gedächtnisstätte am Sterbeort des Heiligen. München: Landkreis München 1983.
- ... da wurden wertvolle Figuren gestohlen. Die Denninger Kapelle fiel einem Fliegerangriff zum Opfer. Münchner Stadtanzeiger 5. Oktober 1984 S. 10.
- Der Göttervater im Wotansgarten am Priel, Münchner Stadtanzeiger 7. Juni 1985 S. 7.
- Oberföhring. Zur 75-Jahrfeier der Eingemeindung Oberföhrings. Buchendorf: Buchendorfer Verlag 1988, ohne ISBN.
- Ein Münchner Architekturmaler und Mäzen: Anton Höchl (1818–1897). In: Oberbayerisches Archiv Bd. 112 (1988), S. 87–180.
- Schloß Ismaning 1803–1989. Schicksal eines Schlosses. Von der säkularisierten Sommerresidenz der Freisinger Fürstbischöfe bis zum Rathaus Ismanings. Buchendorf: Buchendorfer Verlag 1989.
- Die Kirche in München-Daglfing, ein Bau von Dominikus Glasl, In: Beiträge zur altbayerischen Kirchengeschichte 38 (1989), S. 275–282.
- Vor- und Frühgeschichte im Süden des Landkreises München: gekennzeichnete Bodendenkmäler. München: Kreissparkasse, ca. 1990.
- Lebensraum Landkreis München. 1990 (Mitautor), Landkreis München (Hrsg.), Stephan Heller Verlag. 456 S., ISBN 3-88863-009-6.
- Aus der Vergangenheit des Priel bei München-Bogenhausen. Krailling bei München: Selbstverlag, 1992, ohne ISBN.
- St. Emmeram bei München-Oberföhring, ein ehemaliges Wallfahrts- und Schuleremitorium. Krailling bei München: Eigenverlag, o. J. (1992), ohne ISBN.
- I fornaciai Friulani in Baviera nella Zona Est di Monaco/Die friaulischen Ziegeleiarbeiter im Münchner Osten. Reana del Rojale (UD), Ciandelli, 1994.

## Ehrungen
- Bundesverdienstkreuz am Bande (3. April 1978)[2]
- Fritz-Lutz-Straße in Denning (München) (1997)[3]
- Fritz-Lutz-Schule an der Lüderitzstraße in Denning
- Ehrenring des Landkreises München
- München leuchtet (1992)